# Pintassilgo-das-antilhas
O Pintassilgo-das-antilhas  (Carduelis dominicensis ou Carduelis dominicensis) é um passeriforme da família  Fringillidae. Pode ser encontrado na República Dominicana e no Haiti.

## Descrição
Tem um comprimento de 11 cm e um peso de 9g. O bico é grosso e amarelo claro. O macho tem o corpo amarelo, o dorso verde-oliva, a cabeça e a garganta pretas, duas barras amarelas nas asas pretas, a cauda preta com penas amarelas, o uropígio amarelo e o peito e o ventre também amarelos. A fêmea tem as partes superiores verde-oliva, as partes inferiores amarelo-esbranquiçadas com listas acinzentadas, duas barras alares amarelas e o uropígio amarelo-pálido. Não tem o capuz negro como os machos.

## Distribuição
Espécie endémica da ilha Hispaniola, que compreende o Haiti e a República Dominicana. No Haiti encontra-se no Massif de la Selle e no Massif de la Hotte, duas cadeias montanhosas. Na R. Dominicana distribui-se pela Sierra de Bahoruco e pela Cordilheira Central.

## Taxonomia
Descoberto  por Henry Bryant, em 1867, em Port-au-Prince, Haiti, tendo-lhe dado o nome de Chrysomitris dominicensis.
Segundo Arnaiz-Villena et al. (2012), o pintassilgo-das-antilhas faz parte da radiação norte-americana de spinus/carduelis, juntamente com o pintassilgo-pinheiro (carduelis pinus) e o pintassilgo-de-chapéu-preto (C. atriceps), e possivelmente será o mais antigo dos três.
Não tem subespécies.

## Habitat
É um pássaro de montanha que pode ser encontrado entre os 500 e os 3000m, mas mais frequente a altitudes que vão dos 1000 aos 2500m. Os seus habitats naturais são as florestas subtropicais ou tropicais de montanha, florestas secundárias, florestas de árvores de folha persistente, pinhais, matagais, e clareiras dos bosques.

## Alimentação
Alimenta-se em pequenos bandos, nas árvores, nos arbustos e mesmo no solo, principalmente de sementes de plantas herbáceas e de árvores, como o pinheiro (pinhões). Gosta particularmente de sementes de azeda-brava (rumex acetosa). Segundo Ottaviani (2011) consome também frutos de agave, agavaceae, frutos de psychotria, rubiaceae, sementes de cardo-morto, asteraceae e até os frutos grandes e avermelhados de Melicoccus, sapindaceae.

## Nidificação
Reproduz-se nos meses de maio e junho. A fêmea constrói o ninho em forma de taça num pinheiro ou arbusto, sendo a postura de 2 a 3 ovos branco-esverdeados com pintas castanhas. O ninho é feito com ervas secas, raízes finas, musgos e forrado com pêlos e penugem vegetal. A incubação dura 12 a 13 dias e as crias deixam o ninho ao fim de 2 semanas.

## Filogenia
A filogenia foi obtida por Antonio Arnaiz-Villena et al.